# Liste der Kulturdenkmale in Löbau (J–Z)

Wappen von Löbau

In der Liste der Kulturdenkmale in Löbau (J–Z) sind die Kulturdenkmale der sächsischen Stadt Löbau verzeichnet, die bis September 2024 vom Landesamt für Denkmalpflege Sachsen erfasst wurden (ohne archäologische Kulturdenkmale) und deren Straßenname mit den entsprechenden Anfangsbuchstaben beginnt. Die Anmerkungen sind zu beachten.
Diese Liste ist eine Teilliste der Liste der Kulturdenkmale in Löbau.

## Liste der Kulturdenkmale
| Bild                                    | Bezeichnung | Lage | Datierung | Beschreibung | ID       |
| --------------------------------------- | --- | --- | --- | --- | -------- |
| Weitere Bilder                          | Jägerkaserne (Sachgesamtheit) | Jägerstraße 1, 2, 3, 4, 5, 6, 7, 7a, 9; Georgewitzer Straße 25; Wilhelm-Leuschner-Platz 1, 2, 3, 4, 5; James-von-Moltke-Straße 2, 4, 6; Theodor-Körner-Straße 1a (Karte) | 1913 bis 1915 | Sachgesamtheit Jägerkaserne mit folgenden Einzeldenkmalen: Mannschaftswohnhaus mit südlichem Gartenbereich (Jägerstraße 1 – Obj. 09222721), Mannschaftswohnhaus mit südlichem Gartenbereich (Jägerstraße 3 – Obj. 09222720), Mannschaftswohnhaus (Wilhelm-Leuschner-Platz 1 – Obj. 09222722), Stabsgebäude und Einfriedungsmauer entlang des östlichen Kasernengeländes mit Hauptzufahrt, Personeneingänge und weitere Einfahrten (Jägerstraße 2 – Obj. 09222717), Kasernengebäude mit Pferdeställen (Wilhelm-Leuschner-Platz 5 – Obj. 09222726), Mannschaftswohnhaus (Wilhelm-Leuschner-Platz 4 – Obj. 09222725), Offizierskasino (Georgewitzer Straße 25 – Obj. 09222718), Haupt- oder Offizierswohnhaus (Jägerstraße 4, 6 – Obj. 09222719), Kasernengebäude (Wilhelm-Leuschner-Platz 2 – Obj. 09222723) und Reithalle (Wilhelm-Leuschner-Platz 3 – Obj. 09222724) sowie folgende Sachgesamtheitsteile: drei Offizierswohnhäuser James-von-Moltke-Straße 2, 4 und 6, nordwestlicher Pferdestall Theodor-Körner-Straße 1a, gegenüberliegende Beschlagschmiede (Wilhelm-Leuschner-Platz, ohne neueren Anbau, Flurstück 889/51), der kleine Hof mit Fläche und allen Bauten im Südwesten, dabei Jägerstraße 5, 7 und 7a, 9, 11, sowie der Exerzierplatz; militärgeschichtlich und ortsgeschichtlich von Bedeutung | 09302383 |
| Direkt Bild zu diesem Denkmal hochladen | Mannschaftswohnhaus, Haus 1, mit südlichem Gartenbereich (Einzeldenkmal zu ID-Nr. 09302383) | Jägerstraße 1 (Karte) | 1913 bis 1915 | Einzeldenkmal der Sachgesamtheit Jägerkaserne; militärgeschichtlich und ortsgeschichtlich von Bedeutung | 09222721 |
|                                         | Stabsgebäude, Haus 6 sowie Einfriedungsmauer um das gesamte Kasernengelände mit Hauptzufahrt, Personeneingängen und weiteren Einfahrten (Einzeldenkmale zu ID-Nr. 09302383) | Jägerstraße 2 (Karte) | 1913–1914 | Einzeldenkmale der Sachgesamtheit Jägerkaserne; militärgeschichtlich und ortsgeschichtlich von Bedeutung | 09222717 |
| Direkt Bild zu diesem Denkmal hochladen | Mannschaftswohnhaus, Haus 2, mit südlichem Gartenbereich (Einzeldenkmal zu ID-Nr. 09302383) | Jägerstraße 3 (Karte) | 1913–1915 | Einzeldenkmal der Sachgesamtheit Jägerkaserne; militärgeschichtlich und ortsgeschichtlich von Bedeutung | 09222720 |
| Direkt Bild zu diesem Denkmal hochladen | Haupt- oder Offizierswohnhaus, Haus 14 (Einzeldenkmal zu ID-Nr. 09302383) | Jägerstraße 4, 6 (Karte) | 1913–1915 | Einzeldenkmal der Sachgesamtheit Jägerkaserne; militärgeschichtlich und ortsgeschichtlich von Bedeutung | 09222719 |
| Direkt Bild zu diesem Denkmal hochladen | Wohnhaus in geschlossener Bebauung | Jahnstraße 5d (Karte) | Um 1900 | Baugeschichtlich und städtebaulich von Bedeutung | 09222623 |
| Direkt Bild zu diesem Denkmal hochladen | Mietshaus, Kopfbau des Straßenzuges | Jahnstraße 6 (Karte) | 1900/1905 | Fassade mit Jugendstilornamentik, baugeschichtlich und städtebaulich von Bedeutung | 09222624 |
| Direkt Bild zu diesem Denkmal hochladen | Fabrikgebäude (August Förster GmbH, Flügel- und Pianobau) | Jahnstraße 8 (Karte) | 1899 | Großer, dreigeschossiger Putzbau mit Mansarddach, ein Bauteil mit Turmaufsatz, siehe auch Jahnstraße 12, baugeschichtlich und ortsgeschichtlich von Bedeutung | 09222797 |
|                                         | Fabrikantenvilla mit Eingangspforte (Villa Förster) | Jahnstraße 12 (Karte) | 1920 (Auskunft) | Originale Ausstattung, ursprünglich „Funkenburg“, siehe auch Jahnstraße 8, baugeschichtlich und ortsgeschichtlich von Bedeutung | 09222638 |
| Direkt Bild zu diesem Denkmal hochladen | Pfarrhaus mit Einfriedung (Superintendentur) | Johannisplatz 1, 3 (Altstadt) (Karte) | 3. Viertel 19. Jahrhundert | Aufwändige Neorenaissancefassade, baugeschichtlich und ortsgeschichtlich von Bedeutung | 09222454 |
|                                         | Wohnhaus, südlich an Johanniskirche anschließend | Johannisplatz 2, 4 (Altstadt) (Karte) | 16./17. Jahrhundert | Johanniskirche als alte Klosterkirche der Franziskaner oder Kirchschule, da das Kloster (erst) ab 1565 auch Schulzwecken diente, Putzbau mit Krüppelwalmdach, baugeschichtlich und ortsgeschichtlich von Bedeutung | 09222460 |
| Weitere Bilder                          | Franziskaner-Klosterkirche; Johanniskirche | Johannisplatz 6 (Altstadt) (Karte) | Um 1330 | Gotische Saalkirche 1565 von Kaiser Maximilian der Stadt zu Schulzwecken geschenkt, hier fanden auch deutsche und wendische Gottesdienste statt, 1840 Veränderungen, u. a. Flachdecke, baugeschichtlich und ortsgeschichtlich von Bedeutung | 09222458 |
| Weitere Bilder                          | Städtische Realschule mit Schulaula | Johannisplatz 10 (Altstadt) (Karte) | 1870er Jahre | Repräsentatives Gebäude mit originalgetreu erhaltener Aula, baugeschichtlich und ortsgeschichtlich von Bedeutung (Kreismusikschule) | 09222456 |
|                                         | Wohnhaus, nach links frei stehend | Johannisstraße 1 (Altstadt) (Karte) | 18. Jahrhundert | Baugeschichtlich und städtebaulich von Bedeutung | 09222406 |
| Weitere Bilder                          | Schule und anliegende Treppenanlage (Preuskerschule) | Johannisstraße 1a (Altstadt) (Karte) | 1855 (laut neuer Tafel) | Bau im Rundbogenstil des 19. Jahrhunderts (neugotische Anklänge) in Schinkel-Manier, Architekt Carl August Schramm, baugeschichtlich, ortsgeschichtlich und straßenbildprägend von Bedeutung (heute Technisches Rathaus) | 09222461 |
|                                         | Wohnhaus in Ecklage, mit links angebauter Eingangspforte | Johannisstraße 2 (Altstadt) (Karte) | Bezeichnet mit 1724 (im Bogen, Anbau); 1803–1805 | Palaisartiger Bau mit Mittelrisalit und Dreiecksgiebel, baugeschichtlich, städtebaulich und straßenbildprägend von Bedeutung | 09222438 |
|                                         | Wohnhaus in geschlossener Bebauung | Johannisstraße 3 (Altstadt) (Karte) | 18. Jahrhundert | Baugeschichtlich und städtebaulich von Bedeutung (Stadtmuseum) | 09222405 |
|                                         | Wohnhaus in geschlossener Bebauung | Johannisstraße 4 (Altstadt) (Karte) | 1. Drittel 19. Jahrhundert | Baugeschichtlich und städtebaulich von Bedeutung | 09222437 |
| Weitere Bilder                          | Wohnhaus in geschlossener Bebauung (Stadtmuseum) | Johannisstraße 5 (Altstadt) (Karte) | 17. Jahrhundert | Mit zwei Korbbogenportalen, baugeschichtlich und städtebaulich von Bedeutung | 09222404 |
|                                         | Wohnhaus in geschlossener Bebauung | Johannisstraße 6 (Altstadt) (Karte) | Um 1800 | Baugeschichtlich und städtebaulich von Bedeutung | 09222436 |
|                                         | Wohnhaus in geschlossener Bebauung | Johannisstraße 7 (Altstadt) (Karte) | 2. Viertel 19. Jahrhundert | Baugeschichtlich und städtebaulich von Bedeutung | 09222403 |
|                                         | Wohnhaus in geschlossener Bebauung | Johannisstraße 9 (Altstadt) (Karte) | 2. Drittel 19. Jahrhundert | Spätklassizistische Fassade mit Rundbogenfenstern, baugeschichtlich und städtebaulich von Bedeutung | 09222402 |
| Weitere Bilder                          | Wohnhaus in geschlossener Bebauung | Johannisstraße 10 (Altstadt) (Karte) | Mitte 19. Jahrhundert | Baugeschichtlich und städtebaulich von Bedeutung | 09222434 |
|                                         | Wohnhaus in geschlossener Bebauung | Johannisstraße 11 (Altstadt) (Karte) | 2. Drittel 19. Jahrhundert | Baugeschichtlich und städtebaulich von Bedeutung | 09222401 |
|                                         | Wohnhaus in geschlossener Bebauung | Johannisstraße 12 (Altstadt) (Karte) | Mitte 19. Jahrhundert | Baugeschichtlich und städtebaulich von Bedeutung | 09222433 |
| Direkt Bild zu diesem Denkmal hochladen | Wohnhaus in geschlossener Bebauung | Johannisstraße 13 (Altstadt) (Karte) | 2. Drittel 19. Jahrhundert | Spätklassizistische Fassade mit Rundbogenfenstern, baugeschichtlich und städtebaulich von Bedeutung | 09222400 |
|                                         | Wohnhaus in geschlossener Bebauung | Johannisstraße 16 (Altstadt) (Karte) | 2. Viertel 19. Jahrhundert | Mit originaler Haustür, baugeschichtlich und städtebaulich von Bedeutung | 09222432 |
|                                         | Wohnhaus, Endhaus des Straßenzuges | Johannisstraße 18 (Altstadt) (Karte) | 2. Viertel 19. Jahrhundert | Baugeschichtlich und städtebaulich von Bedeutung | 09222391 |
| Direkt Bild zu diesem Denkmal hochladen | Wohnhaus in geschlossener Bebauung, mit originaler Ladenfront | Johannisstraße 21 (Altstadt) (Karte) | Mitte 19. Jahrhundert | Städtebaulich von Bedeutung | 09222396 |
| Direkt Bild zu diesem Denkmal hochladen | Wohnhaus in geschlossener Bebauung | Johannisstraße 25 (Altstadt) (Karte) | Mitte 19. Jahrhundert | Städtebaulich von Bedeutung | 09222394 |
| Direkt Bild zu diesem Denkmal hochladen | Wohnhaus in geschlossener Bebauung | Johannisstraße 29 (Altstadt) (Karte) | Mitte 19. Jahrhundert (Kernbau älter) | Hintergebäude siehe Brücknerring 1, städtebaulich von Bedeutung | 09222392 |
|                                         | Brauerei/Sudhaus, in Ecklage | Johannisstraße 31 (Altstadt) (Karte) | 2. Viertel 19. Jahrhundert | Großes, zweieinhalbgeschossiges Gebäude als Kopfbau, baugeschichtlich und ortsgeschichtlich von Bedeutung | 09222390 |
| Direkt Bild zu diesem Denkmal hochladen | Wohnstallhaus und Scheune eines Bauernhofes | Kirchweg 7 (Altlöbau) (Karte) | 2. Hälfte 19. Jahrhundert | Baugeschichtlich und wirtschaftsgeschichtlich von Bedeutung | 09222763 |
| Weitere Bilder                          | Anker-Teigwaren-Fabrik Loeser & Richter und Haus Schminke (Sachgesamtheit) | Kirschallee 1b (Karte) | 1904 (Villengarten); 1930er Jahre (Pausenplatz) | Sachgesamtheit Anker-Teigwaren-Fabrik Loeser & Richter und Haus Schminke mit folgenden Einzeldenkmalen: Teigwarenfabrik mit Produktions- und Verwaltungsgebäuden, rückwärtigem Treppenhausturm von Hans Scharoun und teilweise erhaltenem Interieur (siehe Einzeldenkmal 09222769) sowie Fabrikantenvilla mit teilweise originaler Ausstattung (siehe Einzeldenkmal 09222770), Villengarten und Obstgarten (Gartendenkmale) sowie Obstwiese und Pausengarten als Sachgesamtheitsteile; Haus Schminke international herausragendes Beispiel der klassischen Moderne, Stahlbetonbau im „organischen Stil“, Architekt: Hans Scharoun (Berlin), Garten von Herta Hammerbacher (Berlin), ortsgeschichtlich, baugeschichtlich, kunstgeschichtlich, technikgeschichtlich, wissenschaftlich, künstlerisch und gartenkünstlerisch von Bedeutung | 09303655 |
| Weitere Bilder                          | Haus Schminke: Fabrikantenvilla mit teilweise originaler Ausstattung (Einzeldenkmale zu ID-Nr. 09303655) | Kirschallee 1b (Karte) | 1930–1933 | Einzeldenkmale der Sachgesamtheit Anker-Teigwaren-Fabrik Loeser & Richter und Haus Schminke; zugehörige Fabrik siehe Äußere Bautzener Straße 32, international herausragendes Beispiel der klassischen Moderne, Stahlbetonbau im „organischen Stil“, Architekt: Hans Scharoun, Berlin, baugeschichtlich, kunstgeschichtlich, künstlerisch, wissenschaftlich und ortsgeschichtlich von Bedeutung | 09222770 |
| Direkt Bild zu diesem Denkmal hochladen | Wohnhaus | Körbigsdorfer Weg 2 (Karte) | Anfang 19. Jahrhundert | Ländlicher Bau mit Fachwerkobergeschoss, baugeschichtlich von Bedeutung | 09222716 |
| Direkt Bild zu diesem Denkmal hochladen | Wohnstallhaus | Körbigsdorfer Weg 6 (Karte) | Um 1800 | Fachwerkobergeschoss, baugeschichtlich von Bedeutung | 09222715 |
| Direkt Bild zu diesem Denkmal hochladen | Dampflokomotive | Lauchaer Weg (Karte) | 1924 | Schmalspurbahnlokomotive der Firma Krauss & Co München, technikgeschichtlich von Bedeutung | 09221775 |
| Direkt Bild zu diesem Denkmal hochladen | Mietshauszeile mit Laden in geschlossener Bebauung | Lessingstraße 2, 4 (Pestalozzistraße 9) (Karte) | 1956 (Auskunft) | Großes Gebäude mit drei Hausnummern, Lessingstraße 2 und 4 verbunden durch große Toreinfahrt, Pestalozzistraße 9 im Winkel, dort Ladeneinbau, baugeschichtlich und städtebaulich von Bedeutung | 09222510 |
| Direkt Bild zu diesem Denkmal hochladen | Mietshaus in geschlossener Bebauung | Lessingstraße 6 (Karte) | 1905/1910 | Baugeschichtlich und städtebaulich von Bedeutung | 09222511 |
| Direkt Bild zu diesem Denkmal hochladen | Villa | Lessingstraße 7 (Karte) | 1920er Jahre | Mit Reformstilelementen und allen originalen Details, baugeschichtlich von Bedeutung | 09303361 |
| Direkt Bild zu diesem Denkmal hochladen | Mietshaus in geschlossener Bebauung | Lessingstraße 8 (Karte) | Um 1910 | Baugeschichtlich und städtebaulich von Bedeutung | 09222512 |
| Direkt Bild zu diesem Denkmal hochladen | Mietshaus in geschlossener Bebauung | Lessingstraße 10 (Karte) | Um 1910 | Baugeschichtlich und städtebaulich von Bedeutung | 09222513 |
| Direkt Bild zu diesem Denkmal hochladen | Villa | Lessingstraße 11 (Karte) | Um 1910 | Mit Anklängen an den Heimatstil, baugeschichtlich von Bedeutung | 09222517 |
| Direkt Bild zu diesem Denkmal hochladen | Mietshaus in geschlossener Bebauung | Lessingstraße 12 (Karte) | Um 1910 | Baugeschichtlich und städtebaulich von Bedeutung | 09222514 |
| Direkt Bild zu diesem Denkmal hochladen | Mietshaus in geschlossener Bebauung | Lessingstraße 14 (Karte) | Um 1910 | Baugeschichtlich und städtebaulich von Bedeutung | 09222515 |
| Direkt Bild zu diesem Denkmal hochladen | Mietshaus in geschlossener Bebauung, Eckhaus | Lessingstraße 16 (Karte) | Um 1910 | Baugeschichtlich und städtebaulich von Bedeutung | 09222516 |
| Weitere Bilder                          | Löbauer Berg (Sachgesamtheit) | Löbauer Berg 1, 2 (Karte) | 1929/1930 (kleiner Steinbruch mit Steingarten) | Sachgesamtheit Löbauer Berg mit folgenden Einzeldenkmalen: Aussichtsturm mit gusseiserner Einfriedung, Rodelbahn mit der gemauerten Außenwange, Berghaus mit Stützmauern und Resten ehemaliger Nebengebäude, Granittreppe vom Berghaus in nordwestliche Richtung, Prinzenstufen und das Krieger-Ehrenmal von 1927 (siehe Einzeldenkmal 09222820, Löbauer Berg 1, 2), Gasthaus Honigbrunnen mit Vorplatz, Stützmauern und Einfriedung (siehe Einzeldenkmal 09222819, Löbauer Berg 4) und folgenden Sachgesamtheitsteilen: als geologische oder frühgeschichtliche Besonderheiten das Große Steinmeer, die zwei Kleinen Steinbrüche, einer davon 1929/30 vom Humboldtverein mit einem Steingarten mit Gebirgsflora versehen, der Große Steinbruch, die Judenkuppe, ferner die Alte Rodelbahn, der Schwarze Winkel, der Kaffeebrunnen, die Turnerbank, der Brücknerstein von 1942 und der Engwichtstein von 1854 mit Schrift und Kreuz. Sachgesamtheit umrissen von der Honigbrunnenstraße mit äußerer Buchenallee, dem Honigbrunnen mit dem gesamten zugehörigen Gelände (Flurstück 1182/3), dem Turmweg, dem kurz vor seinem Ende nach Osten abgehenden Weg zum Parkplatz zwischen den Bergen, ein Stück der Fernsehturmstraße (ehemals Grenzweg), dann eine gedachte Linie unterhalb des Großen Steinmeeres zum Kleinen Ring, von diesem nach außen abgehend den Karl-Michel-Weg entlang bis zur Beethovenstraße und schließlich wieder zur Honigbrunnenstraße; baugeschichtlich, ortsgeschichtlich und landesgeschichtlich von Bedeutung. | 09303062 |
| Weitere Bilder                          | Aussichtsturm mit gusseiserner Einfriedung (König-Friedrich-August-Turm), Rodelbahn mit der gemauerten Außenwange, Berghaus mit Stützmauern und Resten ehemaliger Nebengebäude, Granittreppe vom Berghaus in nordwestliche Richtung, Prinzenstufen und das Krieger-Ehrenmal von 1927 (Einzeldenkmale zu ID-Nr. 09303062) | Löbauer Berg 1, 2 (Karte) | 1738 (Unterkunfts- und Aussichtshütte sowie Reste der Nebengebäude der Aussichtshütte); bezeichnet mit 1854 (Aussichtsturm); 1898 (Granittreppe vom Berghaus); 1927 (Kriegerdenkmal) | Einzeldenkmale der Sachgesamtheit Löbauer Berg; baugeschichtlich und ortsgeschichtlich von Bedeutung | 09222820 |
| Weitere Bilder                          | Gasthaus Honigbrunnen mit Vorplatz, Stützmauern und Einfriedung (Einzeldenkmale zu ID-Nr. 09303062) | Löbauer Berg 4 (Karte) | 1841; bezeichnet mit 1896 | Einzeldenkmale der Sachgesamtheit Löbauer Berg; erste Restauration, großer, vielteiliger Klinkerbau mit hölzernen Bauteilen, baugeschichtlich, ortsgeschichtlich und landesgeschichtlich von Bedeutung | 09222819 |
| Direkt Bild zu diesem Denkmal hochladen | Wohnhaus in offener Bebauung | Martin-Luther-Straße 2 (Karte) | 1920er Jahre | Qualitätvoller Putzbau mit Art-déco-Putzornamentik, baugeschichtlich von Bedeutung | 09222585 |
| Direkt Bild zu diesem Denkmal hochladen | Wohnhaus in offener Bebauung | Martin-Luther-Straße 3 (Karte) | Bezeichnet mit 1927 | Versachlichte Architektur nach 1900 mit stilisierter Ornamentik, baugeschichtlich von Bedeutung | 09222583 |
| Weitere Bilder                          | Anlage mit Lokschuppen und Verwaltungsbau (Einzeldenkmal zu ID-Nr. 08992544) | Maschinenhausstraße 2 (Karte) | Mitte 19. Jahrhundert | Einzeldenkmal der Sachgesamtheit Eisenbahn Löbau–Zittau; baugeschichtlich, eisenbahngeschichtlich und verkehrsgeschichtlich von Bedeutung, anspruchsvolle Gestaltung | 09223094 |
|                                         | Zwei Brücken über die Seltenrein | Mühlenstraße (Karte) | 19. Jahrhundert | Gemauerte Bögen aus Bruchstein, baugeschichtlich von Bedeutung | 09222647 |
| Direkt Bild zu diesem Denkmal hochladen | Straßenbrücke über das Löbauer Wasser, mit Inschrifttafel | Mühlenstraße (Karte) | Bezeichnet mit 1676 (Inschrifttafel) | Dreibogige Gewölbebrücke aus Bruchsteinmauerwerk, baugeschichtlich, technikgeschichtlich und straßenbildprägend von Bedeutung | 09222646 |
|                                         | Wohnhaus in geschlossener Bebauung | Mühlenstraße 3 (Karte) | 18. Jahrhundert | Barockes Gebäude mit Satteldach und Fledermausgaupen, baugeschichtlich und städtebaulich von Bedeutung | 09222597 |
|                                         | Wohnhaus in geschlossener Bebauung | Mühlenstraße 5 (Karte) | 18. Jahrhundert | Barockes Gebäude, später überformt, baugeschichtlich und städtebaulich von Bedeutung | 09222596 |
| Direkt Bild zu diesem Denkmal hochladen | Steindeckerbrücke | Neue Sorge 5, 7 (zwischen) | 19. Jahrhundert | Bestehend aus drei Granitdeckern, ortsbildprägend von Bedeutung | 09222493 |
| Direkt Bild zu diesem Denkmal hochladen | Mühlengebäude | Neue Sorge 7 (Nähe Goldammergässchen) (Karte) | 18. Jahrhundert | Am Zusammenfluss von Seltenrein und Katzbach gelegen, barockes Gebäude mit Krüppelwalmdach, baugeschichtlich von Bedeutung | 09299766 |
| Direkt Bild zu diesem Denkmal hochladen | Steindeckerbrücke | Neue Sorge 7 (bei) (Karte) | 19. Jahrhundert | Bestehend aus drei Granitdeckern, mit altem Eisengeländer, am Zusammenfluss von Seltenrein und Katzbach gelegen, baugeschichtlich von Bedeutung | 09222376 |
|                                         | Sechs Stadtscheunen in geschlossener Zeile | Neue Sorge 11, 13, 15, 17, 19, 21 (Karte) | 18./19. Jahrhundert | Baugeschichtlich und wirtschaftsgeschichtlich von Bedeutung | 09222613 |
|                                         | Stadtplatz | Neumarkt (Karte) | 18. Jahrhundert | Von stadtentwicklungsgeschichtlicher Bedeutung | 09305912 |
| Weitere Bilder                          | Postmeilensäule | Neumarkt (Karte) | Bezeichnet mit 1725 (Kopie 1957) | Kopie einer Kursächsischen Distanzsäule, bezeichnet mit 1725, aus Sandstein, an dominanter Stelle auf dem Neumarkt. Sie hat die typische Form als Obelisk auf Sockel, mit Wappenpaar sowie „AR“-Monogramm und Posthornzeichen. Die Säule wurde 1724/25 vom Zittauer Steinmetzmeister Gottlob Friedrich Engler und dem Zittauer Bildhauer Gottlob Kretzschmar angefertigt und stand ursprünglich am Bautzner Tor, wurde jedoch abgerissen. 1953 wurde das Wappenstück wiederentdeckt. Auf Initiative der Arbeitsgemeinschaft „Philatelie“ fertigte der Ebersbacher Bildhauer Hempel eine Kopie der Säule an. Das originale Wappenstück wurde nicht verwendet und gilt als verschollen. 1971 wurde die Säule durch Malermeister Rimpel (Löbau) farblich überarbeitet. | 09222476 |
|                                         | Mietshaus in geschlossener Bebauung, Eckhaus | Neumarkt 1 (Altstadt) (Karte) | Um 1870 | Teil der Neumarktbebauung, aufwändige Historismusfassade mit Stilelementen der Neorenaissance, Giebelplastik, baugeschichtlich, städtebaulich und platzbildprägend von Bedeutung | 09222372 |
|                                         | Mietshaus in geschlossener Bebauung, mit Gaststätte „Alter Krug“, Eckhaus | Neumarkt 3 (Altstadt) (Karte) | Bezeichnet mit 1902 | Teil der Neumarktbebauung, Klinkerfassade mit Jugendstilornamentik, baugeschichtlich, städtebaulich und platzbildprägend von Bedeutung | 09222371 |
| Direkt Bild zu diesem Denkmal hochladen | Wohnhaus und winklig angebautes Wohn- und Wirtschaftsgebäude mit rückseitiger Oberlaube | Neumarkt 4 (Karte) | Mitte 19. Jahrhundert (Seitengebäude); 2. Hälfte 19. Jahrhundert (Wohnhaus) | Unterhalb des Straßenniveaus gelegen, Zeugnis der einstigen Bebauung am Neumarkt, baugeschichtlich von Bedeutung | 09223176 |
|                                         | Wohnhaus in Ecklage | Neumarkt 5 (Karte) | Bezeichnet mit 1897 | Teil der Neumarktbebauung, Klinkerbau mit Dachhäuschen, baugeschichtlich und städtebaulich von Bedeutung | 09222463 |
|                                         | Wohnhaus in geschlossener Bebauung | Neumarkt 6 (Karte) | Um 1850 | Teil der Neumarktbebauung, Putzbau mit einfachem Rundbogenstil, zum Teil mit Putzquaderungen, baugeschichtlich und städtebaulich von Bedeutung | 09222464 |
|                                         | Wohnhaus in geschlossener Bebauung | Neumarkt 7 (Karte) | Bezeichnet mit 1928, Kernbau älter | Teil der Neumarktbebauung, später überformt, einfacher Putzbau mit expressionistischen Gestaltungselementen, moderne Ladeneinbauten, baugeschichtlich und städtebaulich von Bedeutung | 09222465 |
|                                         | Wohnhaus in geschlossener Bebauung | Neumarkt 8 (Karte) | Um 1850 | Teil der Neumarktbebauung mit einfacher spätklassizistischer Fassade, baugeschichtlich und städtebaulich von Bedeutung | 09222466 |
|                                         | Wohnhaus, nach rechts freistehend | Neumarkt 9 (Karte) | 3. Viertel 19. Jahrhundert | Teil der Neumarktbebauung mit ausgewogener spätklassizistischer Fassade, baugeschichtlich und städtebaulich von Bedeutung | 09222467 |
|                                         | Alte Post, später Gasthof Zum Stern | Neumarkt 11 (Karte) | 1. Drittel 19. Jahrhundert | Langer Bau mit überhöhtem, gebauchtem Mittelteil, als Teil der älteren Neumarktbebauung baugeschichtlich und ortsgeschichtlich von Bedeutung | 09222473 |
|                                         | Mietshaus in geschlossener Bebauung | Neumarkt 12 (Karte) | 3. Viertel 19. Jahrhundert | Historismusfassade mit Pilastergliederung und originaler Haustür, baugeschichtlich und städtebaulich von Bedeutung | 09222474 |
|                                         | Wohnhaus in geschlossener Bebauung | Neumarkt 13 (Karte) | Um 1800 | Teil der älteren Neumarktbebauung, baugeschichtlich und städtebaulich von Bedeutung | 09222475 |
|                                         | Wohnhaus in geschlossener Bebauung | Neumarkt 14 (Karte) | Um 1800 | Teil der älteren Neumarktbebauung, baugeschichtlich und städtebaulich von Bedeutung | 09222477 |
| Direkt Bild zu diesem Denkmal hochladen | Straßenbrücke über die Seltenrein | Neusalzaer Straße (Karte) | Bezeichnet mit 1844 | Mit Inschrifttafel, Granitquader, baugeschichtlich von Bedeutung | 09222575 |
| Direkt Bild zu diesem Denkmal hochladen | Mietshaus in geschlossener Bebauung | Neusalzaer Straße 4 (Karte) | 1880er Jahre | Schlichte historistische Fassade, baugeschichtlich und städtebaulich von Bedeutung | 09222472 |
| Direkt Bild zu diesem Denkmal hochladen | Verwaltungsgebäude (Arbeitsamt) | Neusalzaer Straße 5 (Karte) | 1920er Jahre | Markanter Putzbau mit Walmdach und expressionistischen Gestaltungselementen, baugeschichtlich und straßenbildprägend von Bedeutung | 09222470 |
| Direkt Bild zu diesem Denkmal hochladen | Mietshaus in geschlossener Bebauung | Neusalzaer Straße 6 (Karte) | 1880er Jahre | Einfache Historismusfassade, baugeschichtlich und städtebaulich von Bedeutung | 08975877 |
| Direkt Bild zu diesem Denkmal hochladen | Mietshaus in Ecklage | Neusalzaer Straße 7 (Karte) | 1890er Jahre | Historistischer Klinkerbau mit überhöhter Eckausbildung, baugeschichtlich und städtebaulich von Bedeutung | 09222586 |
| Direkt Bild zu diesem Denkmal hochladen | Anwesen mit Wohnhaus und Nebengebäude | Neusalzaer Straße 53 (Karte) | 1930er Jahre | Heimatstil, viel Zierfachwerk, Fensterläden, Dachausbauten als Schleppgaupen mit Hechtabschluss, baugeschichtlich selten bedeutsam | 09303859 |
| Weitere Bilder                          | Wohn- und Geschäftshaus (Pelzhaus) | Nicolaiplatz 1 (Altstadt) (Karte) | Bezeichnet mit 1905 | Repräsentatives Gebäude mit Jugendstilfassade, Kopfbau eines Straßenzuges, baugeschichtlich, städtebaulich und straßenbildprägend von Bedeutung | 09222450 |
|                                         | Wohnhaus in geschlossener Bebauung | Nicolaiplatz 2 (Altstadt) (Karte) | Um 1850 | Schlichte Historismusfassade, baugeschichtlich und städtebaulich von Bedeutung | 09222451 |
|                                         | Wohnhaus in Ecklage und geschlossener Bebauung, ein Haus mit Rückgebäude Nicolaiplatz 3 (Alte Apotheke) | Nicolaiplatz 3, Hauptanschrift: Bahnhofstraße 2 (Altstadt) (Karte) | Bezeichnet mit 1611 | Kernbau um 1900 überformt, baugeschichtlich, städtebaulich und ortsgeschichtlich von Bedeutung | 09222447 |
|                                         | Wohnhaus in Ecklage mit Apotheke | Nicolaiplatz 3a (Altstadt) (Karte) | Bezeichnet mit 1712 (vermutlich) | Barockes Gebäude, baugeschichtlich und ortsgeschichtlich von Bedeutung | 09222448 |
| Weitere Bilder                          | Nikolaikirche | Nicolaiplatz 4 (Altstadt) (Karte) | 13. Jahrhundert (Chor) | Evangelische, zweischiffige Stadtpfarrkirche, im Kern spätgotische Hallenkirche mit Westturm, neugotischer Umbau von Möckel, baugeschichtlich, ortsgeschichtlich und platzbildprägend von Bedeutung | 09222892 |
| Direkt Bild zu diesem Denkmal hochladen | Pfarrhaus | Nicolaiplatz 5 (Altstadt) (Karte) | 18. Jahrhundert | Zur Nikolaikirche gehörig, baugeschichtlich und ortsgeschichtlich von Bedeutung | 09222455 |
| Direkt Bild zu diesem Denkmal hochladen | Zwei Wohnhäuser | Nicolaiplatz 6, Hauptanschrift: Nicolaistraße 12 (Altstadt) (Karte) | Um 1880 | Vorn Eckhaus zur Nicolaistraße, Gesimse in Sohlbankhöhe der Fenster, flaches Dach mit Drempel, weiterer Baukörper östlich angebaut, schlichte Architekturgliederung mit Fensterbedachungen, baugeschichtliche Bedeutung | 09303448 |
| Direkt Bild zu diesem Denkmal hochladen | Zwei Wohnhäuser | Nicolaiplatz 7, Hauptanschrift: Nicolaistraße 12 (Altstadt) (Karte) | Um 1880 | Vorn Eckhaus zur Nicolaistraße, Gesimse in Sohlbankhöhe der Fenster, flaches Dach mit Drempel, weiterer Baukörper östlich angebaut, schlichte Architekturgliederung mit Fensterbedachungen, baugeschichtliche Bedeutung | 09303448 |
|                                         | Wohnhaus in geschlossener Bebauung | Nicolaistraße 1 (Altstadt) (Karte) | Um 1905, Portal 18. Jahrhundert | Fassade mit Jugendstil-Putzornamentik, Kernbau mit Korbbogenportal älter, moderner Ladeneinbau, baugeschichtlich und städtebaulich von Bedeutung | 09222414 |
| Direkt Bild zu diesem Denkmal hochladen | Wohnhaus in geschlossener Bebauung, Reste der originalen Ladenfront | Nicolaistraße 2 (Altstadt) (Karte) | 3. Viertel 19. Jahrhundert | Historismusfassade mit kräftigen Gesimsen und Ziergiebel, baugeschichtlich und städtebaulich von Bedeutung | 09222444 |
|                                         | Wohnhaus in geschlossener Bebauung und Hinterhaus | Nicolaistraße 3 (Altstadt) (Karte) | 1. Hälfte 18. Jahrhundert | Teil der älteren Bebauung der Nicolaistraße mit Korbbogenportal, jüngerer Ladeneinbau, baugeschichtlich und städtebaulich von Bedeutung | 09222415 |
| Direkt Bild zu diesem Denkmal hochladen | Wohnhaus in geschlossener Bebauung und Hinterhaus | Nicolaistraße 4 (Altstadt) (Karte) | Mitte 19. Jahrhundert (im Kern älter); 18. Jahrhundert (Hinterhaus) | Wohnhaus mit einfacher Historismusfassade, im Kern älter, Korbbogenportal zur Rückseite, Hinterhaus mit Korbbogenportal und vermauerten Arkaden, baugeschichtlich und städtebaulich von Bedeutung | 09222445 |
|                                         | Wohnhaus in geschlossener Bebauung, mit originaler Ladenfront | Nicolaistraße 5 (Altstadt) (Karte) | 18. Jahrhundert (Kernbau) | Historismusfassade, im Kern älter, baugeschichtlich und städtebaulich von Bedeutung | 09222416 |
| Direkt Bild zu diesem Denkmal hochladen | Wohnhaus in geschlossener Bebauung, mit originaler Ladenfront | Nicolaistraße 6 (Altstadt) (Karte) | 3. Viertel 19. Jahrhundert | Spätklassizistische Fassade, baugeschichtlich und städtebaulich von Bedeutung | 09224912 |
|                                         | Wohn- und Geschäftshaus in geschlossener Bebauung und Ecklage, mit originaler Ladenfront | Nicolaistraße 7, Rittergasse 1 (Altstadt) (Karte) | Um 1910 | Erbaut im Reformstil der Zeit um 1910, ein Haus mit Rittergasse 1, baugeschichtlich, städtebaulich und straßenbildprägend von Bedeutung | 09222417 |
|                                         | Wohnhaus in geschlossener Bebauung, mit originaler Ladenfront | Nicolaistraße 8 (Altstadt) (Karte) | 3. Viertel 19. Jahrhundert | Spätklassizistische Fassade, baugeschichtlich und städtebaulich von Bedeutung | 09224913 |
|                                         | Wohnhaus in geschlossener Bebauung | Nicolaistraße 10 (Altstadt) (Karte) | 3. Viertel 19. Jahrhundert | Spätklassizistische Fassade im Rundbogenstil, mit originaler Haustür, baugeschichtlich und städtebaulich von Bedeutung | 09224914 |
|                                         | Zwei Wohnhäuser | Nicolaistraße 12, zusätzliche Anschrift Nicolaiplatz 6 und 7 (Altstadt) (Karte)                                                                                          | Um 1880 | Vorn Eckhaus zur Nicolaistraße, Gesimse in Sohlbankhöhe der Fenster, flaches Dach mit Drempel, weiterer Baukörper östlich angebaut, schlichte Architekturgliederung mit Fensterbedachungen, baugeschichtliche Bedeutung | 09303448 |
| Direkt Bild zu diesem Denkmal hochladen | Wohnstallhaus, Scheune, Seitengebäude mit Kumthalle und angebaute Scheune eines Vierseithofes, mit Hofpflaster (Klostergut) | Oelsa 1 (Karte) | Bezeichnet mit 1852 (Bruchsteinscheune); bezeichnet mit 1854, sicher älter (Wohnstallhaus)                                                                                           | Wohnstallhaus Obergeschoss Fachwerk, baugeschichtlich, wirtschaftsgeschichtlich und ortsgeschichtlich von Bedeutung | 09299767 |
| Direkt Bild zu diesem Denkmal hochladen | Wohnstallhaus und zwei Scheunen eines Vierseithofes | Oelsa 10 (Karte) | Ende 18. Jahrhundert, eine Scheune jünger | Wohnstallhaus Obergeschoss Fachwerk, eine Fachwerkscheune und eine massive Scheune, baugeschichtlich und wirtschaftsgeschichtlich von Bedeutung | 09222802 |
| Direkt Bild zu diesem Denkmal hochladen | Ehemaliges Wohnstallhaus | Oelsa 15 (Karte) | Um 1800 | Obergeschoss Fachwerk verkleidet, baugeschichtlich und wirtschaftsgeschichtlich von Bedeutung | 09222800 |
| Direkt Bild zu diesem Denkmal hochladen | Wohnstallhaus, Seitengebäude und zwei Scheunen eines Vierseithofes | Oelsa 19 (Karte) | 1793 (Wohnstallhaus); bezeichnet mit 1850 (Toreinfahrt); bezeichnet mit 1866 (Scheune); 1905 (Seitengebäude, Auskunft)                                                               | Baugeschichtlich und wirtschaftsgeschichtlich und straßenbildprägend von Bedeutung | 09222817 |
| Direkt Bild zu diesem Denkmal hochladen | Ehemaliges Wohnstallhaus und zwei Scheunen eines Vierseithofes | Oelsa 20 (Karte) | Um 1800 (Wohnstallhaus); erste Scheune 1910er Jahre (Auskunft) | Baugeschichtlich und wirtschaftsgeschichtlich von Bedeutung | 09222806 |
| Direkt Bild zu diesem Denkmal hochladen | Wohnhaus | Oelsa 23 (Karte) | 1. Hälfte 19. Jahrhundert | Ländlicher Bau mit Fachwerkobergeschoss, Fachwerk verschiefert, baugeschichtlich von Bedeutung | 09222816 |
| Direkt Bild zu diesem Denkmal hochladen | Wohnstallhaus | Oelsa 24 (Karte) | Anfang 19. Jahrhundert | Obergeschoss Fachwerk verputzt, Giebel verschiefert, baugeschichtlich von Bedeutung | 09223095 |
| Direkt Bild zu diesem Denkmal hochladen | Wohnhaus | Oelsa 43 (Karte) | 1. Hälfte 19. Jahrhundert | Ländlicher Bau mit Fachwerkobergeschoss, Traufseite verbrettert, Giebel verschiefert, baugeschichtlich von Bedeutung | 09222807 |
| Direkt Bild zu diesem Denkmal hochladen | Wohnstallhaus und winkelförmiges Seitengebäude eines Bauernhofes | Oelsa 45 (Karte) | Mitte 19. Jahrhundert Aufstockung, bezeichnet mit 1897 (Aufstockung) | Wohnstallhaus mit Fachwerkobergeschoss, baugeschichtlich und wirtschaftsgeschichtlich von Bedeutung | 09222808 |
| Direkt Bild zu diesem Denkmal hochladen | Wohnstallhaus und zwei Scheunen eines Bauernhofes | Oelsa 49, 49a (Karte) | Ab 1800 (Wohnstallhaus); 1915 Auskunft (Scheune); 1923 Auskunft (Scheune) | Wohnstallhaus mit Fachwerkobergeschoss, baugeschichtlich und wirtschaftsgeschichtlich von Bedeutung | 09222811 |
| Direkt Bild zu diesem Denkmal hochladen | Wohnhaus mit integriertem Scheunenteil und Holzpumpe | Oelsa 57 (Karte) | 1. Hälfte 19. Jahrhundert | Scheunenteil Fachwerk verschiefert, baugeschichtlich von Bedeutung | 09222810 |
| Direkt Bild zu diesem Denkmal hochladen | Wohnstallhaus und Seitengebäude eines Bauernhofes | Oelsa 61 (Karte) | Mitte 19. Jahrhundert | Wohnstallhaus mit Fachwerkobergeschoss, baugeschichtlich und wirtschaftsgeschichtlich von Bedeutung | 09222815 |
| Direkt Bild zu diesem Denkmal hochladen | Wohnstallhaus eines Bauernhofes | Oelsa 65 (Karte) | Bezeichnet mit 1821? (Wohnstallhaus); 19. Jahrhundert (Bauernhof) | Baugeschichtlich von Bedeutung | 09222814 |
| Direkt Bild zu diesem Denkmal hochladen | Wohnhaus und Nebengebäude | Oelsaer Straße 21 (Altlöbau) (Karte) | 2. Hälfte 19. Jahrhundert | Wohnhaus Obergeschoss Fachwerk, baugeschichtlich von Bedeutung | 09222744 |
| Direkt Bild zu diesem Denkmal hochladen | Mietshaus, nach rechts freistehend, Eckhaus | Pestalozzistraße 1 (Karte) | 1890er Jahre | Klinkerbau mit Eckerker, baugeschichtlich und städtebaulich von Bedeutung | 09222471 |
| Direkt Bild zu diesem Denkmal hochladen | Mietshauszeile mit Laden in geschlossener Bebauung | Pestalozzistraße 9 (Hauptanschrift: Lessingstraße 2, 4) (Karte) | 1956 (Auskunft) | Großes Gebäude mit drei Hausnummern, Lessingstraße 2 und 4 verbunden durch große Toreinfahrt, Pestalozzistraße 9 im Winkel, dort Ladeneinbau, baugeschichtlich und städtebaulich von Bedeutung | 09222510 |
| Direkt Bild zu diesem Denkmal hochladen | Mietshaus in geschlossener Bebauung | Pestalozzistraße 11 (Karte) | Um 1905 | Jugendstilfassade mit originaler Haustür, baugeschichtlich und städtebaulich von Bedeutung | 09222508 |
|                                         | Mietshaus, nach rechts frei stehend, Eckhaus | Pestalozzistraße 12 (Karte) | 1890er Jahre | Historismusbau mit Klinkerfassade und Eckladen, baugeschichtlich und städtebaulich von Bedeutung | 09222486 |
| Direkt Bild zu diesem Denkmal hochladen | Mietshaus in geschlossener Bebauung | Pestalozzistraße 13 (Karte) | 1900/1905 | Sandsteinquaderbau mit reicher Jugendstilornamentik und originaler Haustür, baugeschichtlich und städtebaulich von Bedeutung | 09222507 |
|                                         | Versicherungsgebäude in offener Bebauung (Deutsche Versicherungs-Aktiengesellschaft) | Pestalozzistraße 14 (Karte) | 1905/1910 | Reformstil der Zeit um 1910, baugeschichtlich von Bedeutung | 09222502 |
| Direkt Bild zu diesem Denkmal hochladen | Mietshaus in geschlossener Bebauung, Eckhaus | Pestalozzistraße 15 (Karte) | 1890er Jahre | Aufwändige Klinkerfassade, Eckbetonung durch drei Giebelhäuschen, baugeschichtlich und städtebaulich von Bedeutung | 09222506 |
| Weitere Bilder                          | Schulbau mit Turnhalle, II. (neue) Bürgerschule | Pestalozzistraße 17 (Karte) | Bezeichnet mit 1897 | Mächtiger Klinkerbau im Stil der dt. Neorenaissance, mit separaten Eingängen für Mädchen und Knaben, baugeschichtlich und ortsgeschichtlich von Bedeutung | 09222535 |
| Direkt Bild zu diesem Denkmal hochladen | Wohnhaus in offener Bebauung, mit Einfriedung | Pestalozzistraße 20 (Karte) | 1905/1910 | Reformstil der Zeit um 1910, mit Schmuckfachwerk, hölzernen Vorbauten und reich gegliederter Dachzone, baugeschichtlich von Bedeutung | 09222565 |
| Weitere Bilder                          | Schulbau mit Turnhalle (Geschwister-Scholl-Schule, Königliches Lehrerseminar Löbau) | Pestalozzistraße 21 (Karte) | Bezeichnet mit 1875; Anbau 1906–1907 | Zwei große Gebäudetrakte, der ältere Bau zur Pestalozzistraße bezeichnet mit 1875, der jüngere Bau zur August-Bebel-Straße 1906–1907, neuer Trakt angebaut 1927 laut Auskunft, zweiteilige Turnhalle im Hof, baugeschichtlich und ortsgeschichtlich von Bedeutung | 09222528 |
|                                         | Postamt | Poststraße 1 (Karte) | Bezeichnet mit 1887–1888 | Aufwändiger, zweigeschossiger Klinkerbau mit Giebelrisalit im Stil der dt. Neorenaissance, baugeschichtlich und ortsgeschichtlich von Bedeutung | 09222497 |
|                                         | Mietshaus mit Gaststätte „Bergquell-Klause“ in geschlossener Bebauung, Eckhaus | Poststraße 2 (Karte) | 1890er Jahre | Klinkerbau, baugeschichtlich und städtebaulich von Bedeutung | 09222536 |
| Weitere Bilder                          | Wohn- und Geschäftshaus, nach rechts frei stehend, Eckhaus | Poststraße 3 (Karte) | 1880er Jahre | Klinkerbau im Stil der Neorenaissance, baugeschichtlich und straßenbildprägend von Bedeutung | 09222498 |
|                                         | Mietshaus in geschlossener Bebauung, mit Laden | Poststraße 4 (Karte) | Um 1900 | Klinkerbau mit Zierornamentik, baugeschichtlich und städtebaulich von Bedeutung | 09222553 |
| Weitere Bilder                          | Mietshaus, nach links freistehend | Poststraße 6 (Karte) | Bezeichnet mit 1892 | Klinkerbau mit Ladeneinbau, Nischenfiguren an der Giebelseitete, baugeschichtlich und städtebaulich von Bedeutung | 09222554 |
| Weitere Bilder                          | Verwaltungsgebäude (Finanzamt) | Poststraße 8 (Karte) | Rechter Teil 1890er Jahre | Historistischer Klinkerbau (der linke, jüngere Bau kein Denkmal), baugeschichtlich von Bedeutung | 09222555 |
|                                         | Wohnhaus in offener Bebauung | Poststraße 13 (Karte) | Um 1870 | Historistische Fassade mit spätklassizistischen Anklängen, baugeschichtlich und städtebaulich von Bedeutung | 09222560 |
| Direkt Bild zu diesem Denkmal hochladen | Mietshaus, ehemals in geschlossener Bebauung | Poststraße 14 (Karte) | 1890er Jahre | Obergeschosse Klinker, Betonung der Mitte durch flachen Mittelrisalit, baugeschichtlich und städtebaulich von Bedeutung | 09222557 |
|                                         | Wohnhaus in offener Bebauung | Poststraße 15 (Karte) | Um 1820 | Klassizistischer Bau, baugeschichtlich und städtebaulich von Bedeutung | 09299849 |
| Weitere Bilder                          | Gedenkstein für Martin Luther mit Luthereiche | Promenadenring, an der Bahnhofstraße (Altstadt) (Karte) | Bezeichnet mit 1933 | Findling mit Relief-Platte, ortsgeschichtlich von Bedeutung | 09222411 |
| Weitere Bilder                          | Wettersäule (Humboldtsäule) | Promenadenring, an der Bahnhofstraße (Altstadt) (Karte) | 2. Hälfte 19. Jahrhundert | Frei stehendes Sandstein-Türmchen mit Thermo- und Barometer, aufg. vom Humboldt-Verein, ortsgeschichtlich und technikgeschichtlich von Bedeutung | 09222410 |
|                                         | Reste der Stadtmauer im Grundstück Innere Bautzner Straße 6 und Wegesystem der Promenade am Promenadenring (Einzeldenkmale zu ID-Nr. 09223137) | Promenadenring (Altstadt) (Karte) | 14. Jahrhundert (Stadtmauer); 19. Jahrhundert (Promenade) | Einzeldenkmale der Sachgesamtheit Ringanlage und Stadtbefestigung; baugeschichtlich, städtebaulich und ortsgeschichtlich von Bedeutung | 09302051 |
|                                         | Wohnhaus | Promenadenring 1 (Karte) | 2. Hälfte 18. Jahrhundert | Großer klassizistischer Bau am Promenadenring, baugeschichtlich von Bedeutung | 08975873 |
| Weitere Bilder                          | Postmeilensäule | Ecke Promenadenring 2 (vor) / Bahnhofstraße (Karte) | Bezeichnet mit 1725 (Kopie 1993) | Kopie einer Kursächsischen Postdistanzsäule bezeichnet mit 1725, aus Sandstein, an dominanter Stelle am Promenadenring. Sie ist ein in der typischen Form als Obelisk, mit sächsisch-polnischem Wappenpaar sowie „AR“-Monogramm und Posthornzeichen. Die Säule wurde 1724/25 vom Zittauer Steinmetzmeister Gottlob Friedrich Engler und dem Zittauer Bildhauer Gottlob Kretzschmar angefertigt und stand ursprünglich am Görlitzer Tor, wurde um 1820 jedoch abgerissen. Das originale Wappenstück der Säule vom ehemaligen Görlitzer Tor wurde bei der Rekonstruktion der Säule vom Zittauer Tor genutzt. Die heute am Promenadenring stehende Kopie wurde 1993 hergestellt, woran das Wappenstück falsch ist. | 09304977 |
|                                         | Amtsgericht | Promenadenring 3 (Altstadt) (Karte) | 2. Viertel 19. Jahrhundert | Klassizistisches Gebäude, steht in Verbindung mit dem Kreisgefängnis, siehe auch Rittergasse 9, baugeschichtlich und ortsgeschichtlich von Bedeutung | 09222377 |
|                                         | Gedenkstein für die Opfer der Pogromnacht | Promenadenring 3, neben (Altstadt) (Karte) | 1980er Jahre (vermutlich) | Siebenarmiger Leuchter auf Sockel, Sandstein, mit Inschrift: „9. November / 1938 / GEDENKE / VERGISS NIE“ | 09222494 |
|                                         | Mietshaus in geschlossener Bebauung | Promenadenring 6 (Karte) | Bezeichnet mit 1901 | Aufwändiger Klinkerbau mit Stuckornamentik, Ladeneinbauten zum Teil 19. Jahrhundert, baugeschichtlich und städtebaulich von Bedeutung | 09222537 |
|                                         | Zwei Wohnhäuser, Nr. 8 nach rechts frei stehend, Nr. 10 in geschlossener Bebauung, bilden eine Einheit | Promenadenring 8, 10 (Altstadt) (Karte) | Um 1800 | Breitgelagerte spätbarocke Baukörper, Korbbogenportal mit schmiedeeiserner Rosenranke, baugeschichtlich von Bedeutung | 09222495 |
|                                         | Gedenkstein für Ernst Thälmann | Promenadenring 10, gegenüber (Altstadt) (Karte) | 1950er Jahre | Granitstein mit Bronzerelief und Inschrift, zur Erinnerung an Ernst Thälmann (1886-1944), Vorsitzender der Kommunistischen Partei Deutschlands und Opfer des Faschismus, mit Symbol der Jungpioniere (DDR-Kinderorganisation), geschichtlich von Bedeutung | 09222492 |
| Direkt Bild zu diesem Denkmal hochladen | Druckerei- und Verlagsgebäude (Genossenschafts-Druckerei Ostsachsen) | Promenadenring 12 (Karte) | Bezeichnet mit 1923–1924 | Im Heimatstil, Portal mit Art-Déco-Elementen, ortsgeschichtlich und städtebaulich von Bedeutung | 09300056 |
| Weitere Bilder                          | Wohn- und Geschäftshaus in Ecklage | Promenadenring 16 (Karte) | 1900/1905 | Späthistoristische Fassade mit Jugendstilelementen, baugeschichtlich, städtebaulich und platzbildprägend von Bedeutung | 09222462 |
|                                         | Wohn- und Geschäftshaus in geschlossener Bebauung und Ecklage, mit originaler Ladenfront | Rittergasse 1, Hauptanschrift: Nicolaistraße 7 (Altstadt) (Karte) | Um 1910 | Erbaut im Reformstil der Zeit um 1910, ein Haus mit Rittergasse 1, baugeschichtlich, städtebaulich und straßenbildprägend von Bedeutung | 09222417 |
| Direkt Bild zu diesem Denkmal hochladen | Wohnhaus in geschlossener Bebauung, Eckhaus | Rittergasse 2 (Altstadt) (Karte) | Um 1800 | Baugeschichtlich und städtebaulich von Bedeutung | 09222387 |
|                                         | Wohnhaus in geschlossener Bebauung, Eckhaus | Rittergasse 3 (Altstadt) (Karte) | 18. Jahrhundert | Erdgeschoss durch Läden aufgebrochen, baugeschichtlich und städtebaulich von Bedeutung | 09222388 |
|                                         | Wohnhaus in geschlossener Bebauung, mit originaler Ladenfront | Rittergasse 5 (Altstadt) (Karte) | 18. Jahrhundert | Einfaches Gebäude mit alter Haustür, baugeschichtlich und städtebaulich von Bedeutung | 09222446 |
| Weitere Bilder                          | Wohnhaus in geschlossener Bebauung | Rittergasse 6 (Altstadt) (Karte) | Bezeichnet mit 1712 | Repräsentativer Bau mit Korbbogenportal und originaler Haustür, baugeschichtlich und städtebaulich von Bedeutung | 09222386 |
|                                         | Wohnhaus in halboffener Bebauung, Eckhaus | Rittergasse 7 (Altstadt) (Karte) | Um 1750 | Barocker Bau mit Korbbogenportal und Mansarddach, baugeschichtlich und städtebaulich von Bedeutung | 09222382 |
| Direkt Bild zu diesem Denkmal hochladen | Wohnhaus in geschlossener Bebauung | Rittergasse 8 (Altstadt) (Karte) | Bezeichnet mit 1713 im Schlussstein | Barocker Bau mit Korbbogenportal, baugeschichtlich und städtebaulich von Bedeutung | 09222385 |
| Direkt Bild zu diesem Denkmal hochladen | Gefängnis mit Verbindungstrakt zum Amtsgericht | Rittergasse 9 (Altstadt) (Karte) | 2. Viertel 19. Jahrhundert | Klassizistisches Gebäude, steht in Verbindung mit dem Amtsgericht, siehe auch Promenadenring 3, baugeschichtlich und ortsgeschichtlich von Bedeutung | 09222378 |
|                                         | Wohnhaus in geschlossener Bebauung, gewerblicher Verbindungsbau und Hinterhaus | Rittergasse 10 (Altstadt) (Karte) | Bezeichnet mit 1829 (im Schlussstein des Portals) | Verbindungsbau mit Arkaden und hohen Obergeschossfenstern, hier Produktionsstätte des ersten Försterklaviers, Hinterhaus zum Promenadenring, baugeschichtlich und ortsgeschichtlich von Bedeutung | 09222384 |
| Direkt Bild zu diesem Denkmal hochladen | Wohnhaus, nach links frei stehend | Rittergasse 12 (Altstadt) (Karte) | 1. Hälfte 19. Jahrhundert | Mit modernem Ladeneinbau, baugeschichtlich und städtebaulich von Bedeutung | 09222383 |
| Direkt Bild zu diesem Denkmal hochladen | Mietshaus in Ecklage, mit Gedenktafel Robert Berndt | Robert-Berndt-Straße 2 (Karte) | Um 1905 | Späthistoristische Fassade, baugeschichtlich und städtebaulich von Bedeutung | 09222685 |
| Direkt Bild zu diesem Denkmal hochladen | Doppelmietshaus in offener Bebauung | Robert-Berndt-Straße 3, 5 (Karte) | Um 1905/1910 | Späthistoristische Fassade, geglättet, baugeschichtlich und städtebaulich von Bedeutung | 09222696 |
| Direkt Bild zu diesem Denkmal hochladen | Wohnhaus | Robert-Berndt-Straße 18 (Karte) | Um 1912 | Eckhaus mit Schauseiten zur Robert-Berndt-Straße und zur Clara-Zetkin-Straße, anspruchsvoller Putzbau, viergeschossig, von auffälligen Konsolen getragene Balkons, verschiedene Mauervorsprünge, Mansarddach mit unterschiedlich ausgeformten Giebeln nach allen vier Seiten, bau- und stadtbaugeschichtlich von Bedeutung | 09307313 |
|                                         | Mietshaus mit Laden in geschlossener Bebauung, Eckhaus | Sachsenstraße 1 (Karte) | Bezeichnet mit 1897 | Repräsentative, späthistoristische Klinkerfassade mit Eckerker und Turmaufsatz, baugeschichtlich, städtebaulich und straßenbildprägend von Bedeutung | 09222552 |
| Direkt Bild zu diesem Denkmal hochladen | Wohnhaus in Ecklage | Schillerstraße 1 (Karte) | Um 1905 | Baueinheit mit Dehsaer Straße 2a, stattlicher, reich gegliederter Baukörper mit ebensolcher Dachlandschaft, baugeschichtlich und straßenbildprägend von Bedeutung | 09222765 |
|                                         | Wohnhaus in geschlossener Bebauung, Eckhaus | Schulgasse 2 (Altstadt) (Karte) | Mitte 19. Jahrhundert | Repräsentatives Gebäude am Altmarkt, baugeschichtlich und städtebaulich von Bedeutung | 09222441 |
| Direkt Bild zu diesem Denkmal hochladen | Wohnhaus in geschlossener Bebauung | Schulgasse 3 (Altstadt) (Karte) | Mitte 19. Jahrhundert | Fassade im Rundbogenstil, baugeschichtlich und städtebaulich von Bedeutung | 09222442 |
| Direkt Bild zu diesem Denkmal hochladen | Wohnhaus, nach rechts frei stehend, und Hintergebäude | Schulgasse 5 (Altstadt) (Karte) | 3. Viertel 19. Jahrhundert (Wohnhaus); bezeichnet mit 1903 (Nebengebäude) | Stattliche Historismusfassade, baugeschichtlich und städtebaulich von Bedeutung | 09222443 |
| Direkt Bild zu diesem Denkmal hochladen | Wohnhaus in geschlossener Bebauung | Schulgasse 6 (Altstadt) (Karte) | 3. Viertel 19. Jahrhundert | Historismusfassade, baugeschichtlich und städtebaulich von Bedeutung | 09222440 |
| Direkt Bild zu diesem Denkmal hochladen | Wohnhaus in geschlossener Bebauung | Schulgasse 8 (Altstadt) (Karte) | Mitte 19. Jahrhundert | Mit altem Schriftzug: Bäckerei Otto Mitschke Konditorei, baugeschichtlich und städtebaulich von Bedeutung | 09222439 |
|                                         | Wohnhaus, nach links frei stehend, Eckhaus | Sporgasse 2 (Altstadt) (Karte) | 1. Hälfte 18. Jahrhundert | Mit Durchgangsportal zwischen Nr. 2 und 4 aus Granit, barockes Gebäude am Altmarkt, baugeschichtlich und städtebaulich von Bedeutung | 09222381 |
| Direkt Bild zu diesem Denkmal hochladen | Wohnhaus, nach rechts frei stehend | Sporgasse 5 (Altstadt) (Karte) | 18. Jahrhundert | Geglättete Fassade mit Korbbogentür, baugeschichtlich und städtebaulich von Bedeutung | 09222379 |
| Weitere Bilder                          | Denkmal der Befreiungskriege von 1813 | Stadionweg (in der Nähe des Stadions) (Karte) | Bezeichnet mit 1903 | Errichtet zum 90. Jahrestag der am 9. September 1813 bei Ebersdorf stattgefundenen Schlacht zwischen den Franzosen mit den verbündeten Polen und den Russen, halbkreisförmiges Felsendenkmal mit Kreuz aus Kanonenkugeln und Inschrift 1813 sowie Felsblock mit Inschrift, ortsgeschichtlich von Bedeutung | 09223093 |
| Direkt Bild zu diesem Denkmal hochladen | Granitmauer, Einfahrt und Zuschauertribüne des Stadions | Stadionweg (Karte) | 1949 | Baugeschichtlich und ortsgeschichtlich von Bedeutung | 08975874 |
| Direkt Bild zu diesem Denkmal hochladen | Wohnhauszeile, bestehend aus drei Häusern, mit Einfriedung | Stauffenbergstraße 1, 3, 5 (Karte) | Um 1912 | Fassade mit Putzdekoration, baugeschichtlich von Bedeutung | 09222712 |
| Weitere Bilder                          | Straßenbrücke | Straße der Jugend (Karte) | Bezeichnet mit 1951 (Wiederaufbau) | Dreibogige Gewölbebrücke aus Bruchsteinmauerwerk über die Seltenrein und Zittauer Vorstadt, baugeschichtlich, technikgeschichtlich und straßenbildprägend von Bedeutung | 09222794 |
|                                         | Wohnhaus in offener Bebauung | Straße der Jugend 2 (Karte) | 1. Hälfte 19. Jahrhundert (rechter Teil); um 1910 (Wohnhaus) | Ehemaliges Hospital bzw. Krankenhaus Löbau. Im Erdgeschoss ehemals Gaststätte, vermutlich ehemaliges Gasthaus, großer Gebäudekomplex mit unterschiedlichen Bauzeiten, baugeschichtlich von Bedeutung. | 09223090 |
| Direkt Bild zu diesem Denkmal hochladen | Wohnhaus in offener Bebauung | Teichgasse 1 (Karte) | 18. Jahrhundert | Barockes Gebäude Mansarddach und Treppenabgang zur Seltenrein, baugeschichtlich von Bedeutung | 09300114 |
|                                         | Sämtliche Reste der mittelalterlichen Stadtmauer mit Wehrturm (sogenanntem Katzenturm) und Wegesystem der Promenade an der Teichpromenade (Einzeldenkmale zu ID-Nr. 09223137) | Teichpromenade (Altstadt) (Karte) | 14. Jahrhundert (Stadtmauer und Pulverturm); 19. Jahrhundert (Promenade) | Einzeldenkmale der Sachgesamtheit Ringanlage und Stadtbefestigung; baugeschichtlich, städtebaulich und ortsgeschichtlich von Bedeutung | 09222364 |
|                                         | Scheune | Theaterplatz (Am Alten Friedhof) (Karte) | 18. Jahrhundert | Mit zwei Toren und stattlichem gebrochenem Dach mit Krüppelwalm, baugeschichtlich und platzbildprägend von Bedeutung | 09222642 |
| Weitere Bilder                          | Postmeilensäule | Theaterplatz (Karte) | Bezeichnet mit 1725 (Kopie 1993) | Kopie einer Kursächsischen Postdistanzsäule bezeichnet mit 1725, aus Sandstein, an dominanter Stelle auf dem Theaterplatz. Sie hat die typische Form als Obelisk, mit sächsisch-polnischem Wappenpaar sowie „AR“-Monogramm und Posthornzeichen. Die Säule wurde 1724/25 vom Zittauer Steinmetzmeister Gottlob Friedrich Engler und dem Zittauer Bildhauer Gottlob Kretzschmar angefertigt und stand ursprünglich am Zittauer Tor, wurde um 1820 jedoch abgerissen. Auf Veranlassung von Herrn Direktor Sandt erstellte Steinmetzmeister Wokurka eine Kopie der Säule. Diese wurde um 1926 an der ehemaligen Gaststätte „Zum Rundteil“ aufgestellt. Das originale Wappenstück der Säule vom ehemaligen Görlitzer Tor wurde bei der Rekonstruktion der Säule genutzt sowie nicht originale Inschriften angebracht. 1945 wurde die Säule bei einem Unfall zerstört. Einige Bruchstücke wurden im Museum eingelagert. Die heute am Theaterplatz stehende Kopie wurde 1993 hergestellt, woran die Anordnung der Inschriften und das Wappen falsch sind. | 09222325 |
|                                         | Reichelsche Villa mit Einfriedung | Theaterplatz 2 (Altstadt) (Karte) | 3. Viertel 19. Jahrhundert | Villa Reichel, Umbau durch den Kaufmann Christian Gottlob Reichel (1891) - repräsentativer Bau im Neobarock mit reicher Stuckornamentik, baugeschichtlich, baukünstlerisch und straßenbildprägend von Bedeutung. | 09222389 |
| Weitere Bilder                          | Wohnhaus und winkliges Nebengebäude | Theaterplatz 4 (Karte) | 18. Jahrhundert | Haus mit gebrochenem Dach mit Krüppelwalm, baugeschichtlich von Bedeutung | 09299850 |
| Direkt Bild zu diesem Denkmal hochladen | Mietshaus in offener Bebauung, Ecklage | Theobald-Hofmann-Straße 1 (Karte) | 1905/1910 | Fassade mit Putzornamentik und Giebelrisaliten, baugeschichtlich von Bedeutung | 09223172 |
| Direkt Bild zu diesem Denkmal hochladen | Mietshaus in offener Bebauung, Ecklage | Theobald-Hofmann-Straße 2 (Karte) | 1905/1910 | Mit Ecktürmchen und Giebelrisaliten, verändert, baugeschichtlich von Bedeutung | 09223173 |
| Direkt Bild zu diesem Denkmal hochladen | Wohnhaus in geschlossener Bebauung | Töpferberg 2 (Karte) | Anfang 19. Jahrhundert | Baugeschichtlich und städtebaulich von Bedeutung | 09222610 |
| Direkt Bild zu diesem Denkmal hochladen | Wohnhaus, nach links freistehend | Töpferberg 5 (Karte) | 1880er Jahre | Putzfassade mit Stuckornamentik, baugeschichtlich und städtebaulich von Bedeutung | 09222611 |
| Direkt Bild zu diesem Denkmal hochladen | Litfaßsäule | Vorwerkstraße (Karte) | Um 1900 | Beton mit originaler, floral umrankter Krone | 09304186 |
| Direkt Bild zu diesem Denkmal hochladen | Mietshaus | Vorwerkstraße 8 (Karte) | Um 1900, geglättet | Fassade mit Schmuckfachwerk, baugeschichtlich von Bedeutung | 09222659 |
| Weitere Bilder                          | Mietshaus, nach rechts vom Typus in geschlossener Bebauung, Eckhaus | Weißenberger Straße 1 (Karte) | 1890er Jahre | Repräsentative Historismusfassade, Klinker, baugeschichtlich und städtebaulich von Bedeutung | 09222666 |
|                                         | Mietshaus in nach rechts in geschlossener Bebauung, Eckhaus, mit Einfriedung | Weißenberger Straße 5 (Karte) | 1890er Jahre | Historismusfassade in Klinkerbauweise, baugeschichtlich und städtebaulich von Bedeutung | 09222667 |
| Direkt Bild zu diesem Denkmal hochladen | Mietshaus in geschlossener Bebauung | Weißenberger Straße 23 (Karte) | 1930er Jahre | Typische Formensprache der 1930er Jahre, baugeschichtlich und städtebaulich von Bedeutung | 09222699 |
| Direkt Bild zu diesem Denkmal hochladen | Mietshaus, nach rechts in geschlossener Bebauung | Weißenberger Straße 27 (Karte) | Um 1920 | Teil einer symmetrischen Zeilenbebauung, baugeschichtlich und städtebaulich von Bedeutung | 09222701 |
| Direkt Bild zu diesem Denkmal hochladen | Mietshaus in geschlossener Bebauung | Weißenberger Straße 29 (Karte) | Um 1920 | Teil einer symmetrischen Zeilenbebauung, baugeschichtlich und städtebaulich von Bedeutung | 09222702 |
| Direkt Bild zu diesem Denkmal hochladen | Springbrunnen | Wettiner Platz (Karte) | 1920er Jahre | Flacher Schalenbrunnen mit profilierter Einfassung, platzbildprägend von Bedeutung | 09222627 |
| Direkt Bild zu diesem Denkmal hochladen | Gedenkstein für die Opfer des Faschismus | Wettiner Platz (Karte) | Nach 1945 | Granitschale mit Kupferdeckel auf Steinsockel, Inschrift: „Den Toten zur Ehre, den Lebenden zur Pflicht“, geschichtlich von Bedeutung | 09222626 |
| Direkt Bild zu diesem Denkmal hochladen | Wohnhaus in geschlossener Bebauung, mit Gaststätte „Hackerbräu“ und Läden, Eckhaus | Wettiner Platz 1, 2 (Karte) | 1867 | Qualitätvoller Putzbau mit späterer Art-déco-Putzornamentik, baugeschichtlich und städtebaulich von Bedeutung | 09222635 |
| Direkt Bild zu diesem Denkmal hochladen | Wohnhaus in geschlossener Bebauung, Eckhaus | Wettiner Platz 3 (Karte) | 1880er Jahre | Ausgewogene Historismusfassade mit Pilastergliederung und zierlichen Schmuckelementen, baugeschichtlich und städtebaulich von Bedeutung | 09222628 |
|                                         | Mietshaus in vom Typ geschlossener Bebauung, Eckhaus | Wettiner Platz 5 (Karte) | 1890er Jahre | Klinkerfassade mit Stuckelementen, baugeschichtlich und städtebaulich von Bedeutung | 09222567 |
| Direkt Bild zu diesem Denkmal hochladen | Mannschaftswohnhaus, Haus 3 (Einzeldenkmal zu ID-Nr. 09302383) | Wilhelm-Leuschner-Platz 1 (Karte) | 1913–1915 | Einzeldenkmal der Sachgesamtheit Jägerkaserne; militärgeschichtlich und ortsgeschichtlich von Bedeutung | 09222722 |
|                                         | Kasernengebäude, Haus 17 (Einzeldenkmal zu ID-Nr. 09302383) | Wilhelm-Leuschner-Platz 2 (Karte) | 1913–1915 | Einzeldenkmal der Sachgesamtheit Jägerkaserne; militärgeschichtlich und ortsgeschichtlich von Bedeutung | 09222723 |
| Direkt Bild zu diesem Denkmal hochladen | Reithalle, Haus 18 (Einzeldenkmal zu ID-Nr. 09302383) | Wilhelm-Leuschner-Platz 3 (Karte) | 1913–1915 | Einzeldenkmal der Sachgesamtheit Jägerkaserne; militärgeschichtlich und ortsgeschichtlich von Bedeutung | 09222724 |
| Direkt Bild zu diesem Denkmal hochladen | Mannschaftswohnhaus, Haus 12 (Einzeldenkmal zu ID-Nr. 09302383) | Wilhelm-Leuschner-Platz 4 (Karte) | 1913–1915 | Einzeldenkmal der Sachgesamtheit Jägerkaserne; militärgeschichtlich und ortsgeschichtlich von Bedeutung | 09222725 |
| Direkt Bild zu diesem Denkmal hochladen | Kasernengebäude mit ehemaligen Pferdeställen, Haus 11 (Einzeldenkmal zu ID-Nr. 09302383) | Wilhelm-Leuschner-Platz 5 (Karte) | 1913–1915 | Einzeldenkmal der Sachgesamtheit Jägerkaserne; militärgeschichtlich und ortsgeschichtlich von Bedeutung | 09222726 |

## Ehemalige Denkmäler
| Bild                                    | Bezeichnung                                                                                   | Lage                                 | Datierung                  | Beschreibung | ID       |
| --------------------------------------- | --------------------------------------------------------------------------------------------- | ------------------------------------ | -------------------------- | --- | -------- |
| Direkt Bild zu diesem Denkmal hochladen | Wohnhaus in offener Bebauung                                                                  | Neue Sorge 1 (Karte)                 | 18. Jahrhundert, verändert | Breitgelagerter barocker Baukörper mit Mansardwalmdach, später überformt, baugeschichtlich von Bedeutung; zwischen 2014 und 2016 abgerissen               | 09222612 |
| Direkt Bild zu diesem Denkmal hochladen | Wohnhaus                                                                                      | Neusalzaer Straße 41 (Karte)         | 1890er Jahre               | Putzbau mit Klinkergliederung, Betonung durch Mittelrisalit mit Giebel, baugeschichtlich von Bedeutung; nach 2014 von der Denkmalliste gestrichen         | 09222778 |
| Direkt Bild zu diesem Denkmal hochladen | Wohnstallhaus mit angebautem Scheunenteil (Fachwerk) und zwei Seitengebäude eines Bauernhofes | Oelsaer Straße 35 (Altlöbau) (Karte) | Um 1800                    | Bau- und wirtschaftsgeschichtlich von Bedeutung. Zwischen 2018 und 2024 aus der Denkmalliste gestrichen.                                                  | 09222743 |
|                                         | Wohnhaus                                                                                      | Promenadenring 14 (Karte)            | Um 1860                    | Klassizistische Gestaltung mit Putzquaderung und Pilastergliederung, baugeschichtlich und städtebaulich von Bedeutung. Zwischen 2016 und 2019 abgerissen. | 09222894 |
| Direkt Bild zu diesem Denkmal hochladen | Mietshaus                                                                                     | Robert-Berndt-Straße 7 (Karte)       | Um 1905/1910               | Historisierende Fassade, wohl geglättet, baugeschichtlich und städtebaulich von Bedeutung; nach 2014 von der Denkmalliste gestrichen                      | 09222697 |
| Direkt Bild zu diesem Denkmal hochladen | Wohnhaus                                                                                      | Vorwerkstraße 1 (Karte)              | Um 1800                    | Spätbarock, Krüppelwalmdach, ohne Anbau, baugeschichtlicher Wert; zwischen 2016 und 2018 abgerissen                                                       | 09304185 |

## Tabellenlegende
- Bild: Bild des Kulturdenkmals, ggf. zusätzlich mit einem Link zu weiteren Fotos des Kulturdenkmals im Medienarchiv Wikimedia Commons. Wenn man auf das Kamerasymbol klickt, können Fotos zu Kulturdenkmalen aus dieser Liste hochgeladen werden:
- Bezeichnung: Denkmalgeschützte Objekte und ggf. Bauwerksname des Kulturdenkmals
- Lage: Straßenname und Hausnummer oder Flurstücknummer des Kulturdenkmals. Die Grundsortierung der Liste erfolgt nach dieser Adresse. Der Link (Karte) führt zu verschiedenen Kartendiensten mit der Position des Kulturdenkmals. Fehlt dieser Link, wurden die Koordinaten noch nicht eingetragen. Sind diese bekannt, können sie über ein Tool mit einer Kartenansicht einfach nachgetragen werden. In dieser Kartenansicht sind Kulturdenkmale ohne Koordinaten mit einem roten bzw. orangen Marker dargestellt und können durch Verschieben auf die richtige Position in der Karte mit Koordinaten versehen werden. Kulturdenkmale ohne Bild sind an einem blauen bzw. roten Marker erkennbar.
- Datierung: Baubeginn, Fertigstellung, Datum der Erstnennung oder grobe zeitliche Einordnung entsprechend des Eintrags in der sächsischen Denkmaldatenbank
- Beschreibung: Kurzcharakteristik des Kulturdenkmals entsprechend des Eintrags in der sächsischen Denkmaldatenbank, ggf. ergänzt durch die dort nur selten veröffentlichten Erfassungstexte oder zusätzliche Informationen
- ID: Vom Landesamt für Denkmalpflege Sachsen vergebene, das Kulturdenkmal eindeutig identifizierende Objekt-Nummer. Der Link führt zum PDF-Denkmaldokument des Landesamtes für Denkmalpflege Sachsen. Bei ehemaligen Kulturdenkmalen können die Objektnummern unbekannt sein und deshalb fehlen bzw. die Links von aus der Datenbank entfernten Objektnummern ins Leere führen. Ein ggf. vorhandenes Icon  führt zu den Angaben des Kulturdenkmals bei Wikidata.